# Channapatna
Channapatna is een dorp in het district Ramanagara van de Indiase staat Karnataka. 

## Demografie
Volgens de Indiase volkstelling van 2001 wonen er 63.561 mensen in Channapatna, waarvan 51% mannelijk en 49% vrouwelijk is. De plaats heeft een alfabetiseringsgraad van 68%. 